# ولفگانگ پترسن
ولفگانگ پترسن (آلمانی: Wolfgang Petersen زادهٔ ۱۴ مارس ۱۹۴۱ – درگذشتهٔ ۱۲ اوت ۲۰۲۲) کارگردان و تهیه‌کننده اهل آلمان بود.
او اولین فیلم‌های خود را با دوربین ۸ میلی‌متری در حالی که هنوز در مدرسه بود ساخت. در دهه ۱۹۶۰ او نمایش‌هایی را در تئاتر ارنست دویچ هامبورگ کارگردانی می‌کرد. پترسن پس از تحصیل در تئاتر در برلین و هامبورگ، در آکادمی فیلم و تلویزیون در برلین (۱۹۶۶الی۱۹۷۰) حضور یافت.

## فیلم‌شناسی

### آثار مهم کارگردانی در سینما
- چهار مرد علیه بانک (۲۰۱۶)
- پوزئیدون (۲۰۰۶)
- تروآ (۲۰۰۴)
- کاملاً طوفانی (۲۰۰۰)
- ایر فورس وان (۱۹۹۷)
- شیوع (۱۹۹۵)
- در خط آتش (۱۹۹۳)
- از نفس افتاده (۱۹۹۱)
- دشمن معدن (۱۹۸۵)
- داستان بی‌پایان (۱۹۸۴)
- کشتی (۱۹۸۱)
- یکی از ما دو نفر (۱۹۷۴)

## درگذشت
پترسن در ۱۲ ا ت ۲۰۲۲ در سن ۸۱ سالگی در خانه خود در برنت وود، لس آنجلس، کالیفرنیا، ایالات متحده بر اثر سرطان لوزالمعده درگذشت.